# The Blair Witch Project - Il mistero della strega di Blair
The Blair Witch Project - Il mistero della strega di Blair (The Blair Witch Project) è un film del 1999 montato, scritto e diretto da Daniel Myrick ed Eduardo Sánchez.
Realizzato da una coppia di registi/autori esordienti che sfruttano la tecnica del mockumentary, il film si colloca a metà strada tra il genere documentaristico e l'horror. Preceduto da un'originale campagna pubblicitaria, il film ha ottenuto molti consensi di pubblico e critica, nonché numerosi riconoscimenti, tra cui il "Premio Giovani" per il miglior film straniero al Festival di Cannes 1999, nonché una menzione speciale al festival di Sitges del medesimo anno.
Nel 2000, visto il notevole successo al botteghino, che lo ha reso il film di budget più basso con gli incassi più alti (248,6 milioni di dollari a fronte di un costo di produzione di 60.000 dollari), detenuto vent'anni prima da Interceptor, la casa che detiene i diritti, la Haxan Films, ha prodotto un seguito, Il libro segreto delle streghe - Blair Witch 2, nel quale, però, non sono stati coinvolti gli autori del primo episodio. Altre opere derivate sono alcuni libri, una serie a fumetti, un fotoromanzo del primo film ed una trilogia di videogiochi di genere survival horror (che costituiscono uno spin-off del gioco horror Nocturne). Era previsto un terzo film della serie (un prequel annunciato nella versione DVD). Nel 2009 si iniziò a trattare per un seguito di questo primo capitolo che trascendesse i fatti del secondo, successivamente il 22 luglio 2016 al Comic-Con di San Diego è stato presentato, a sorpresa, il trailer del sequel Blair Witch. Il film è uscito negli USA il 16 settembre dello stesso anno con la regia di Adam Wingard.
Le riprese del film si svolsero nell'ottobre 1997 ed i tre attori principali, tutti pressoché esordienti all'epoca delle riprese, interpretano i ruoli di loro stessi.

## Trama
All'inizio della proiezione si viene informati della scomparsa di tre ragazzi nell'ottobre 1994, inoltratisi nei boschi circostanti il villaggio di Burkittsville (anticamente chiamato Blair), nella contea di Frederick, nel Maryland (USA), e del ritrovamento di alcune pellicole e nastri audiovisivi da essi realizzati nei giorni immediatamente precedenti la loro sparizione. Il film è presentato come un semplice montaggio in ordine cronologico di questo materiale rinvenuto, a ricostruzione dei fatti che hanno visto coinvolti i tre giovani.
Si scopre così che i tre studenti universitari Heather, Mike e Josh hanno deciso di realizzare un documentario scolastico, con cui fare luce su una misteriosa leggenda locale, quella della fantomatica "Strega di Blair", una vecchia di nome Elly Kedward vissuta alla fine del '700 nel paese di Blair, a cui le cronache hanno attribuito atti di violenza a danno di bambini del paese. La donna, che aveva rischiato il linciaggio dalla popolazione, era stata bandita dal villaggio e, rifugiatasi nei boschi vicini durante un inverno particolarmente rigido, non aveva mai più fatto ritorno, per cui la credenza comune era che lì avesse trovato la morte. Tuttavia, tempo dopo la sua presunta morte, molti ragazzini erano scomparsi nei meandri delle foreste di Blair, dove la popolazione credeva fosse il nascondiglio della strega.
Col passare del tempo i fatti di sangue proseguirono nelle zone selvagge intorno al piccolo centro abitato, fino a risolversi nelle gesta di un locale serial killer realmente esistito e condannato a morte negli anni '40, Rustin Parr, che affermò di aver compiuto i suoi efferati omicidi ai danni di sette bambini spinto dallo spettro della vecchia strega. L'uomo, catturandone due alla volta, li portava nella cantina della sua casa in mezzo al bosco e ne costringeva uno faccia al muro mentre uccideva l'altro, poco prima di uccidere anche lui. Secondo le dichiarazioni dell'uomo, egli faceva così perché "non riusciva a sostenere lo sguardo dei bambini su di sé".
Per realizzare il loro "Progetto", i tre non si sono limitati ad intervistare alcuni abitanti della cittadina di Burkittsville, ma hanno voluto immergersi di persona nell'ambiente stesso in cui si sarebbero verificate le sparizioni dei bambini; per questo, dopo aver raccolto una serie di testimonianze sulle fugaci apparizioni della strega, che qualcuno giura di aver visto aggirarsi per i fitti boschi che circondano il paese, i tre ragazzi si intrufolano a loro volta nella foresta, seguendo un percorso che li dovrebbe condurre fino alle radure dove la strega avrebbe perpetrato i suoi misfatti.
Fin dall'inizio i boschi appaiono inquietanti: sul percorso i ragazzi si imbattono in strani manufatti di rami intrecciati e cumuli di pietre sul terreno (alcuni li vedono comparire un mattino attorno alla loro tenda). Durante la prima notte Josh afferma di aver udito una "risatina" sinistra in lontananza e nelle successive notti, in un clima di tensione crescente, i tre percepiscono la netta presenza di misteriosi visitatori all'esterno della tenda: sono frutto di uno scherzo di cattivo gusto dei giovani del luogo e dell'autosuggestione, oppure sono davvero le apparizioni degli spiriti delle vittime della strega?
I tre, senza più viveri ed ormai seriamente spaventati, sono decisi ad abbandonare il progetto del documentario e a tornare alla civiltà, ma si rendono conto ben presto di essersi completamente smarriti nell'immensità dei boschi e di non avere alcuna prospettiva di venirne fuori. A volte, convinti di proseguire sempre in linea retta, si ritrovano dopo ore nel punto di partenza.
A seguito di questi episodi, i ragazzi perdono determinazione e fiducia reciproca, lasciandosi andare a scene isteriche e a violente reazioni verbali. Durante l'ennesima notte nel bosco, Josh, rimasto fuori dalla tenda di guardia, scompare senza lasciare traccia. I due amici lo cercano disperatamente per tutto il giorno seguente e la sera, rimasti soli a farsi coraggio in tenda, odono in lontananza urla che potrebbero essere le sue. Usciti in cerca dell'amico, dovranno però arrendersi al fallimento.
La mattina dopo trovano, fuori dalla tenda, macabri resti riconducibili a Josh: brandelli di una camicia, denti, frammenti di carne sanguinante che potrebbero appartenere alla lingua. I due giovani, scioccati dalla paura e non credendo più all'ipotesi dello scherzo, ma convincendosi sempre più di essere involontari testimoni di qualcosa di ben più malvagio e sconvolgente, girovagano esausti senza meta nel bosco.
Inevitabilmente raggiunti dall'oscurità, vengono ancora una volta attratti dal lontano grido d'aiuto dell'amico scomparso, stavolta ben riconoscibile, fino a giungere a una casa abbandonata: è la casa in cui l'assassino Rustin Parr aveva compiuto i suoi terribili delitti. Nel rudere, pieno di strani segni (sulle pareti si vedono molte impronte scure di piccole mani ad altezza di bambino), i due ragazzi incontrano infine il loro destino: Mike, dopo aver ispezionato il pianterreno, si precipita in soffitta inseguendo la voce di Josh, per poi tornare giù seguendo le istruzioni dell'amico che gli intima di scendere e, appena raggiunta la cantina, viene colpito e perde la telecamera che cade a terra.
Heather, che urlando seguiva Mike, giunta anch'ella in cantina ha solo il tempo di vedere Mike faccia al muro (come i bambini del mattatoio di Rustin Parr) prima di cadere al suolo, colpita verosimilmente da qualcuno o qualcosa.

## Differenze tra la versione originale e quella italiana
- All’inizio del film, vediamo Heather presentarsi, accompagnata dalla voce fuori campo di Josh. Nella versione originale del film la voce fuori campo non è di Josh, ma del fratello di Heather.
- Durante la seconda notte, mentre i tre ragazzi cenano intorno al fuoco, Heather paragona Josh a Peter Pan e Mike a Capitan Uncino. Nella versione originale del film, Heather in realtà parla della serie tv americana L'isola di Gilligan poiché Josh ne canticchiava la sigla, paragonando quest’ultimo al vecchio capitano della nave, personaggio della serie, mentre Mike viene paragonato a Gilligan, il giovane protagonista. Josh si lamenta del fatto di essere stato paragonato ad un vecchio, mentre nella versione italiana si lamentava del contrario, ovvero di venire paragonato ad un bambino come Peter Pan. Mike invece, sempre nell’originale, scherza su quanto Heather e Josh siano ignoranti riguardo alla serie tv.
- Più o meno a metà film, in preda ad un attacco di isteria per l’incapacità di uscire dal bosco, nella versione italiana Josh aggredisce verbalmente Heather che lo aveva morso, ma è un errore di doppiaggio, poiché nell’originale la voce fuori campo è quella di Mike che era stato morso da Heather.
- Nella versione italiana, le voci dei bambini che si sentono al di fuori della tenda in piena notte sono leggermente diverse dalla versione originale, difatti in quest’ultima si tratta di risatine distorte di bambini che giocano, mentre nella versione italiana sono perlopiù pianti infantili.
- Quando i tre ragazzi scoprono di aver girato in tondo per ore, ritrovandosi nello stesso luogo che avevano lasciato, nella versione italiana Josh impreca contro l'universo, mentre in quella originale bestemmia contro Dio.

## Scene eliminate e finali alternativi
- Durante la notte che Heather, Mike e Josh passano nella stanza del motel prima di partire per i boschi del Maryland, vi è una scena tagliata che mostra Mike e Josh filmarsi a vicenda dilettandosi con delle poesie, mentre Heather è in bagno che si lava i denti, recitando anche lei una poesia improvvisata. Questa scena dura circa 6 minuti e 10 secondi.
- Una mattina, forse la mattina dopo il giorno in cui si sono persi nel bosco, Mike suggerisce di lasciarsi alle spalle tutte le apparecchiature di registrazione, affermando che sarà più facile fare un'escursione con meno peso sulla schiena e che potranno sempre recuperarle in seguito quando avranno stabilito la loro posizione. Heather e Josh non sono d'accordo. Questa scena ha una durata di un minuto e 4 secondi
- Una scena cancellata di 29 secondi mostra Heather che filma alcune ossa che ha trovato.
- Una scena di 3 minuti e 16 secondi mostra una discussione tra Josh con Mike e Heather. Le tensioni sono in aumento tra i tre, che hanno deciso di continuare a camminare verso sud. Josh è frustrato, si rifiuta di camminare ulteriormente e dice di voler salire su un albero per segnalare aiuto in qualche modo o che accenderà un fuoco per attirare l'attenzione. Heather e Mike credono che sia un'idea ridicola e questa scena mostra una rara occasione in cui i due sono d'accordo. Heather si arrabbia con Josh augurandogli di risvegliarsi la mattina dopo con un gigantesco mucchio di pietre sopra la testa per opera della Strega.
- Nella scena in cui Heather cuce i pantaloni di Josh nella tenda, sono stati tagliati 21 secondi di lei che si abbandona ad un pianto isterico.
- Dopo che Mike ha confessato di aver gettato la mappa nel torrente, vi è una versione estesa del litigio tra i tre che mostra uno scambio verbale più aggressivo, soprattutto tra Heather e Josh, nel quale Heather minaccia di lasciare i due ragazzi e proseguire da sola, dicendo a Josh che si era preparata per questo documentario per 2 anni e non è colpa sua se si sono persi. Josh le dà della "stronza" e Heather risponde "Il tuo amico getta la mappa nel torrente e tu dai a me della stronza?"
- Una scena cancellata di 5 minuti e 10 secondi mostra una riappacificazione dei tre durante la notte nella tenda dopo il giorno dell'incidente della mappa. Qui Heather, Mike e Josh discutono degli strani cittadini locali che hanno intervistato mentre erano in città e della possibilità che potrebbe essere stato uno di loro a decidere di seguirli nei boschi e spaventarli. Questa scena mostra anche Mike che si scusa ancora una volta per aver calciato la mappa nel torrente e chiarisce anche il fatto che Josh abbia effettivamente preso la mappa gettandola a terra in un momento di frustrazione prima che Mike la calciasse nel torrente. Questa scena chiarisce la discussione tra Heather e Josh, in cui quest'ultimo stava mentendo nell'affermare di aver restituito la mappa a Heather dopo l'ultimo controllo.
- Dopo la scomparsa di Josh, prima dell'iconica scena delle scuse di Heather alla telecamera, vi è una scena eliminata di 2 minuti e 38 secondi in cui è Mike a voler lasciare un messaggio di scuse, sentendosi ancora in colpa per aver perso la mappa. Heather replica dicendo di essere lei stessa la causa di tutta la situazione, ma Mike cerca di consolarla, insistendo sulle proprie responsabilità.
- Una scena alternativa di quando Mike entra nel seminterrato della casa mentre chiama Josh e viene attaccato dalla Strega presenta un orribile suono urlante provenire da dietro di lui. Mike si gira di scatto e la scena finisce all'istante.
- Vi sono vari finali alternativi che mostrano Mike in pose diverse da quella che conosciamo: in uno di essi Mike non era rivolto faccia al muro ma in piedi al centro della stanza, coi simboli della Strega che penzolavano dal soffitto, mentre immobile e rivolto verso Heather la fissava con uno sguardo malvagio. In un altro, Mike aveva braccia e gambe legate ad una struttura fatta di rami, simile ai simboli della Strega. Il terzo finale alternativo, infine, mostrava Mike morto impiccato.

## Riconoscimenti
- 1999 - Festival di Cannes
  - Miglior film straniero
- 2000 - Independent Spirit Award
  - Miglior film d'esordio
  - Candidatura alla Miglior sceneggiatura originale
- 1999 - Razzie Awards
  - Peggior attrice protagonista a Heather Donahue[5]

## Sequel
Il libro segreto delle streghe - Blair Witch 2 (Book of Shadows: Blair Witch 2) di Joe Berlinger (2000)
Blair Witch di Adam Wingard (2016) - sequel diretto